# Ikan bakar
Ikan bakar est un terme générique qui, dans la cuisine indonésienne et la cuisine malaisienne, désigne un plat de poisson grillé. Ikan bakar signifie littéralement « poisson brulé » en malais et en indonésien.
Habituellement, le poisson est mariné dans un mélange de pâte d'épices, parfois avec du belacan ou du kecap manis (sauce soja sucrée), puis grillé. Il est parfois cuit dans une feuille de bananier afin d'éviter qu'il s’effrite et reste collé au grill.

## Épices et marinades

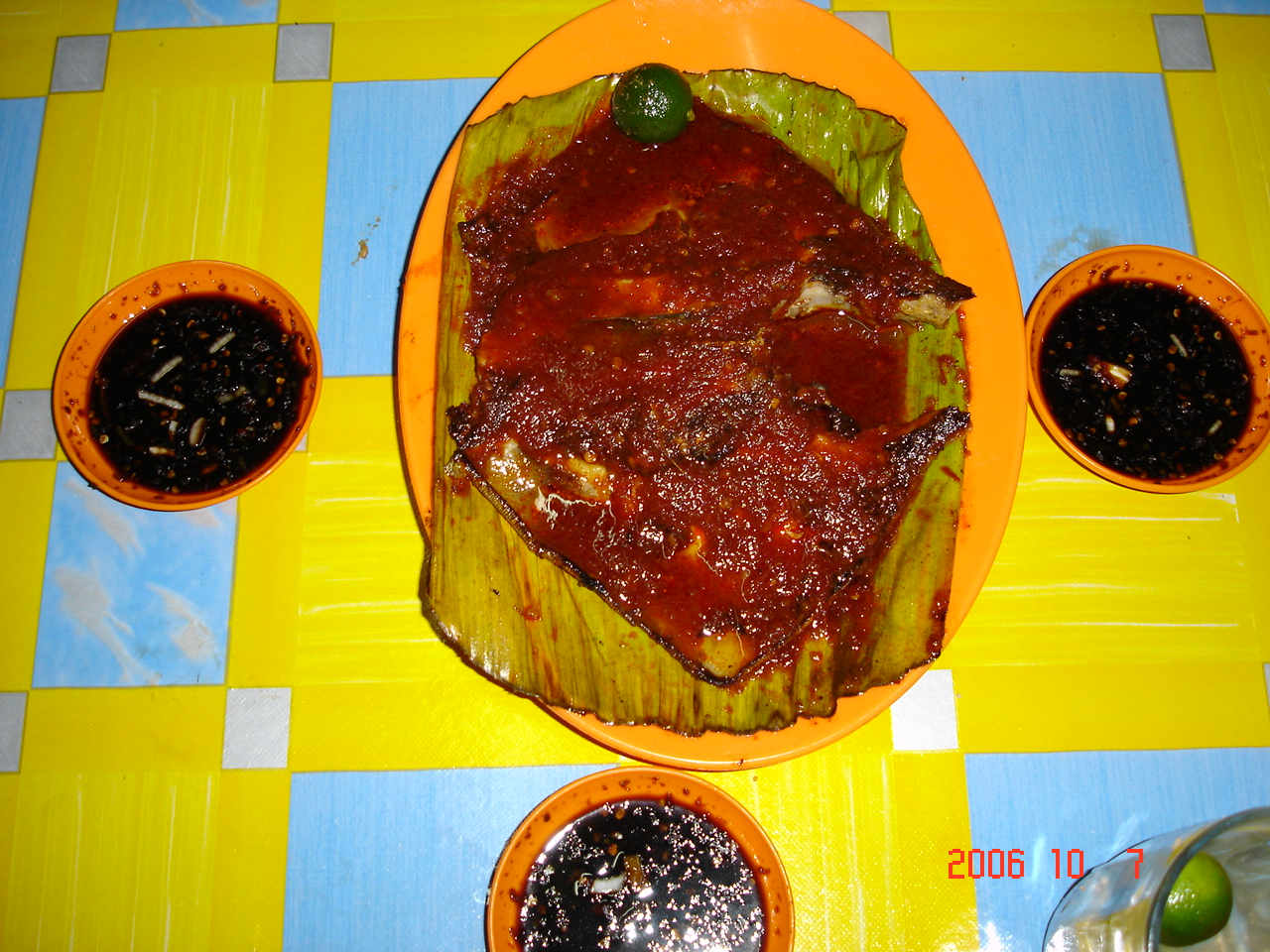
Ikan bakar de Muar (Johor, Malaisie).

Le poisson est mariné dans un mélange de sauce soja sucrée et d'huile de coco ou de margarine. Le mélange d'aromates varie en fonction des régions, mais consiste globalement en un mélange d'échalotes, d'ail, de piment, de coriandre, de tamarin, de curcuma, de noix de bancoule, de galanga et de sel. À Java, et dans la plupart de l'Indonésie, l’ikan bakar sera plutôt sucré par un usage plus important de sauce soja sucrée, alors qu'à Sumatra et en Malaisie, il sera plus épicé et jauni par le curcuma et le piment.
L’ikan bakar est servi avec du belacan (mélange de piment et de pâte de crevette), ou du sambal kecap (piments, échalotes et sauce soja sucrée), comme sauce ou condiment, et des tranches de citron en garniture. À Manado et aux Moluques, l’ikan bakar utilise du dabu-dabu ou du colo-colo comme condiment.

## Variantes

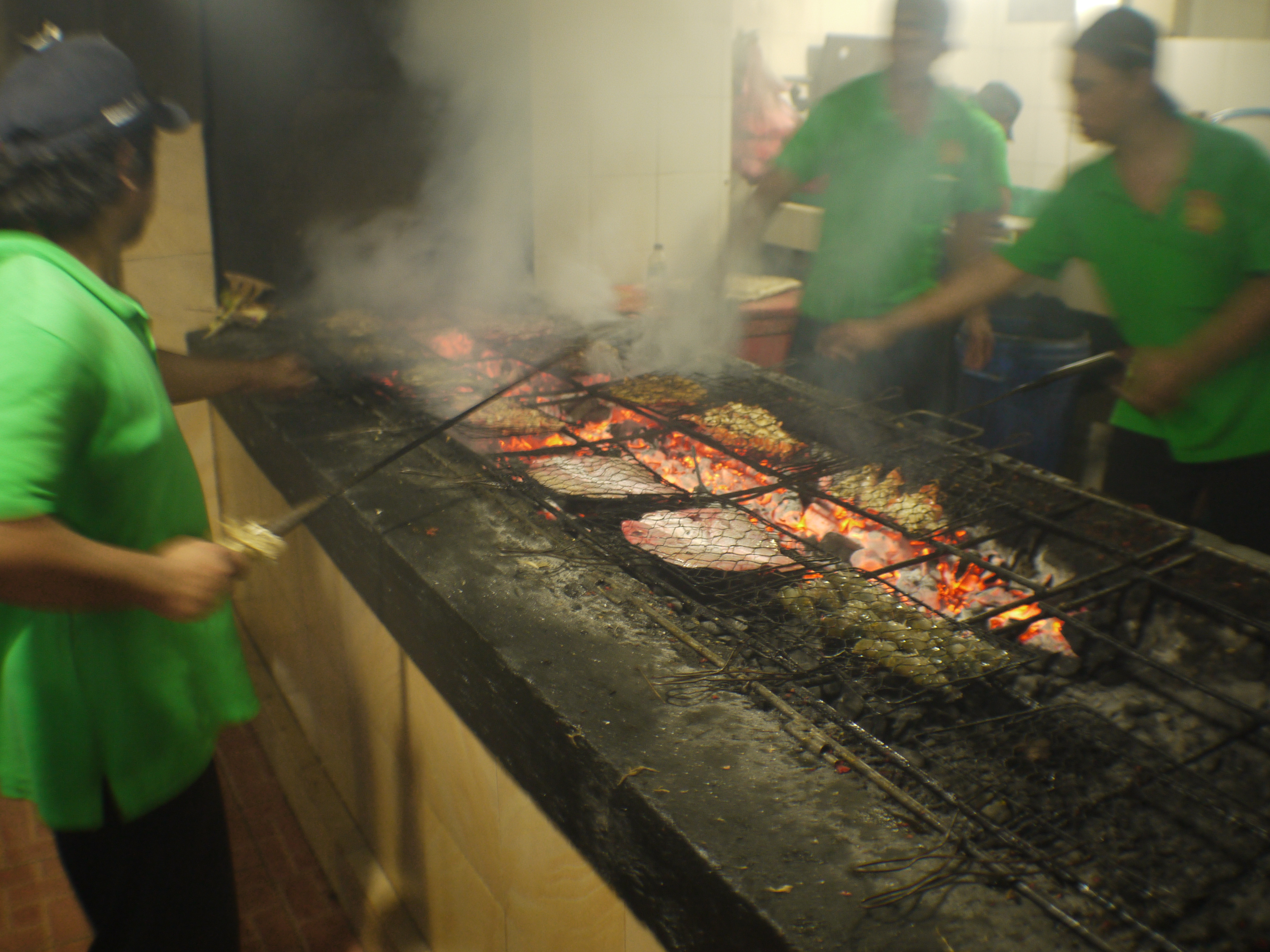
Poissons grillés à Jimbaran (Bali).

Il y a de multiples recettes d’ikan bakar, compte tenu des nombreuses marinades et espèces de poissons existants et présents sur les lieux. Tous les poissons peuvent être utilisés, les plus populaires étant le gourami, le pangasius (patin), la carpe (ikan mas), la bonite à ventre rayé (tongkol ou cakalang), la castagnole (bawal), le thazard noir (tenggiri), les sigans (baronang), le mérou (kerapu), le vivaneau rouge (kakap merah) et la raie (pari).